# Ґаелль Відмер
Ґаелль Відмер (нар. 24 грудня 1977) — колишня швейцарська тенісистка.
Найвищу одиночну позицію світового рейтингу — 238 місце досягла 14 травня 2007, парну — 430 місце — 6 серпня 2007 року.
Здобула 5 одиночних титулів туру ITF.
Завершила кар'єру 2007 року.

## Фінали ITF
| Турніри $25,000 |
| Турніри $10,000 |

### Одиночний розряд: 10 (5–5)
| Результат | Ранг | Дата            | Турнір                          | Покриття   | Суперниця               | Рахунок          |
| --------- | ---- | --------------- | ------------------------------- | ---------- | ----------------------- | ---------------- |
| Перемога  | 1.   | 1 грудня 2003   | ITF Каїр, Єгипет                | Ґрунт      | Габріела Веласко Андреу | 6–4, 4–6, 6–2    |
| Перемога  | 2.   | 30 березня 2004 | ITF Каїр, Єгипет                | Ґрунт      | Марина Шамайко          | 3–6, 6–4, 7–6(5) |
| Поразка   | 3.   | 15 серпня 2004  | ITF Коксейде, Бельгія           | Ґрунт      | Міхаелла Крайчек        | 4–6, 2–6         |
| Поразка   | 4.   | 22 серпня 2004  | ITF Енсхеде, Нідерланди         | Ґрунт      | Антонела Война          | 5–7, 4–6         |
| Поразка   | 5.   | 29 серпня 2004  | ITF Alphen a/d Rijn, Нідерланди | Ґрунт      | Тессі ван де Вен        | 3–6, 3–6         |
| Перемога  | 6.   | 26 квітня 2005  | ITF Борнмут, Велика Британія    | Ґрунт      | Джорджи Джент           | 6–3, 6–2         |
| Перемога  | 7.   | 12 березня 2006 | ITF Сандерленд, Велика Британія | Тверде     | Наомі Кедевей           | 6–1, 3–6, 6–1    |
| Поразка   | 8.   | 7 березня 2007  | ITF Джерсі, Велика Британія     | Тверде     | Джейн О'Доног'ю         | 6–4, 2–6, 4–6    |
| Перемога  | 9.   | 14 березня 2007 | ITF Сандерленд, Велика Британія | Тверде (i) | Анна Фіцпатрік          | 6–4, 6–1         |
| Поразка   | 10.  | 6 травня 2007   | ITF Анталія, Туреччина          | Тверде     | Анджелік Кербер         | 6–3, 4–6, 1–6    |

### Парний розряд: 2 (2 поразки)
| Результат | Ранг | Дата            | Турнір                      | Покриття   | Партнерка      | Суперниці                   | Рахунок  |
| --------- | ---- | --------------- | --------------------------- | ---------- | -------------- | --------------------------- | -------- |
| Поразка   | 1.   | 19 вересня 2006 | ITF Мадрид, Іспанія         | Тверде     | Селін Каттанео | Сорана Кирстя Кеті О'Браєн  | 4–6, 4–6 |
| Поразка   | 2.   | 7 березня 2007  | ITF Джерсі, Велика Британія | Тверде (i) | Селін Каттанео | Анна Говкінс Елізабет Томас | 1–6, 3–6 |